# Hundkatzemaus
hundkatzemaus ist eine Tiersendung des deutschen Fernsehsenders VOX, die am 17. November 2001 erstausgestrahlt wurde. Mit rund einer Million Zuschauern pro Sendung ist sie das erfolgreichste Tiermagazin im deutschen Fernsehen.

## Inhalt

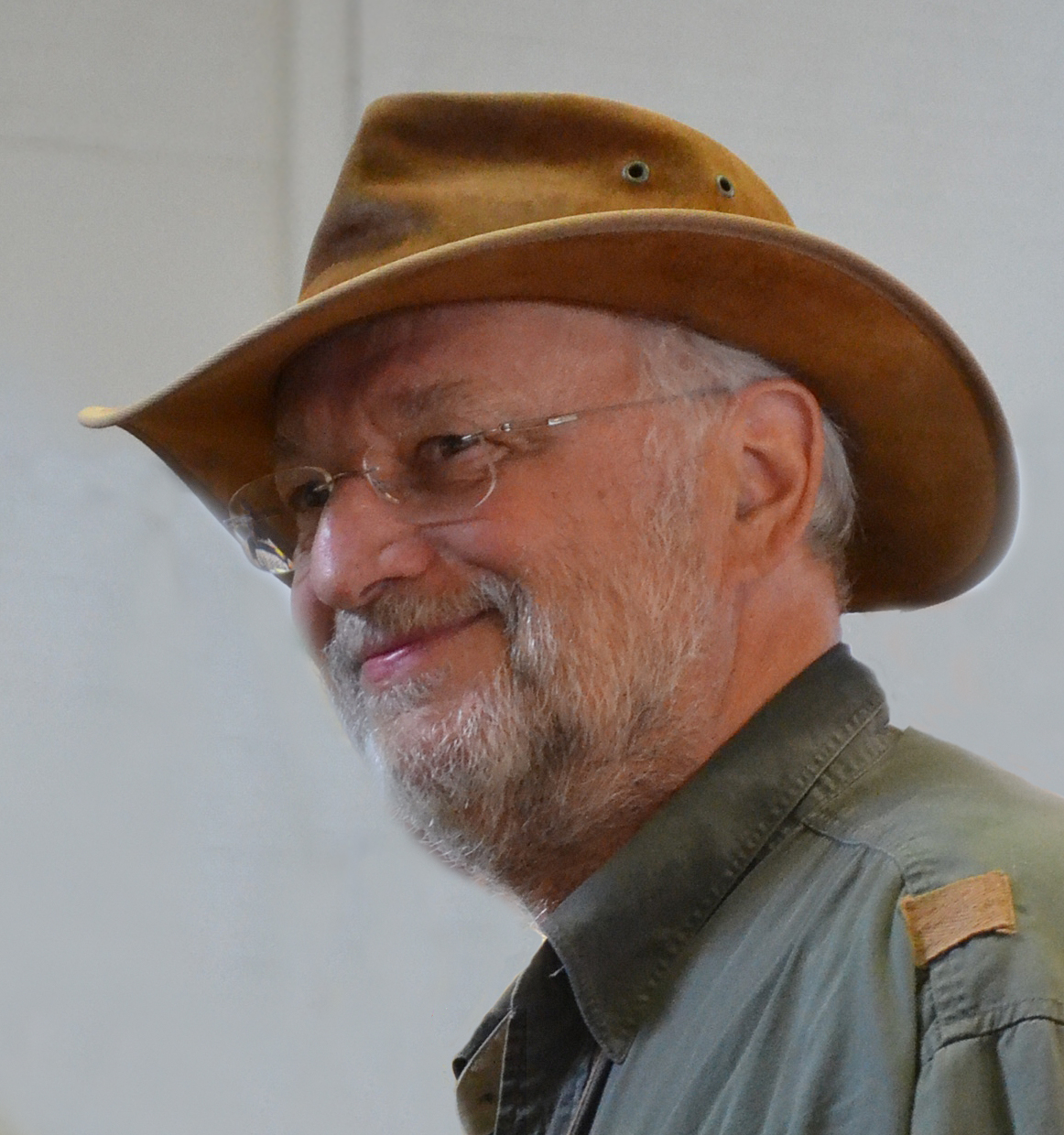
Tierarzt Dr. Wolf

Die Serie befasst sich mit Themen rund um Haustiere bzw. Tiere in Menschenhand.
In jeder Sendung werden Besitzer von Haustieren oder Exoten sowie Experten wie Tiertrainer, Tierfotografen, Zoologen oder Wissenschaftler besucht. Mit ihnen werden Besonderheiten und Eigenschaften der Arten, die Voraussetzungen bei der Haltung und die Besonderheiten bei der Pflege besprochen. Zudem gibt es in Servicebeiträgen Praxistipps zur tiergerechten Haltung und/oder Produkttests für Heimtiere.
Seit dem 13. September 2008 widmet sich die Sendung zudem verstärkt unterschiedlichen Tierschutzthemen. Der Hamburger Tierheimleiter und Tierschutzexperte Frank Weber und Judith Pein nehmen sich Tierquälerei, falscher Haltung, tierischen Problemfällen oder sonstigen Themen an, die das Einschreiten eines Tierschützers erfordern.
In den Mini-Serien innerhalb der Sendung wird zudem über mehrere Wochen ein bestimmtes Thema begleitet, u. a. auch diverse Tierschutzprojekte im In- und Ausland.
In der Rubrik Einfach schön! kümmern sich Hundefrisöre um die Fellpflege von Hunden, um die Möglichkeit einer Hundevermittlung im Tierheim zu erhöhen. Zudem befasst sich Birga Dexel mit Themen rund um Katzen und Uta Rönneburg gibt einen Einblick in ihre Arbeit als Tierärztin.
Sporadisch ist die Biologin Dr. Carolin Dreesmann zu Gast, die bspw. über den Bau von Nistkästen informiert.
Unregelmäßig werden Spezialfolgen gesendet, in denen bspw. bedrohte Lebensräume von Wölfen, Bibern und Ottern thematisiert werden.

## Moderationen
Ende 2020 beendete Diana Eichhorn nach 19 Jahren die Moderation der Sendung aus persönlichen Gründen. Nachdem sie zunächst als Hundeexpertin Teil der Sendung war, ist Hundeexpertin Kate Kitchenham seit Eichhorns Ausstieg das Gesicht der Sendung.
Seit Ausstrahlungsbeginn behandelte der Tierarzt Dr. Wolf Tiere und gab den Zuschauern Informationen zu deren Erkrankungen und der Behandlung. Dieser Teil der Sendung wurde in der Praxis des Tierarztes oder bei anderen spezialisierten Tierärzten aufgezeichnet. Zu Beginn und am Ende jeder Sendung gab er einen Kommentar mit Sprichwörtern und Fakten zu Tieren. Dr. Wolf, eigentlich der Wiesbadener Tierarzt Dr. Wolfgang Altstaedten, war 13 Jahre fester Bestandteil der Sendung. Nachdem die Sendung sich vermehrt Tierschutzthemen zuwandte und tiermedizinische Themen in den Hintergrund rückten, verließ Dr. Wolf die Sendung.
Zudem haben weitere Experten kürzere Auftritte, darunter Dr. Matthias Reinschmidt (für Zoo-Themen), der vormalige zoologische Leiter des Loro Parque auf Teneriffa, und der Anwalt Joachim Cäsar-Preller ("Tieranwalt" für rechtliche Belange der Tierhaltung).
Im Verlauf wurden unterschiedliche Experten Teil der Sendung, die verschiedene Gebiete betreuen. So u. a. Frank Weber (Tierschützer), Ralf Seeger (Tierschützer), Birga Dexel (Katzenexpertin), Judith Pein (Tierschutzdetektivin), Franziska Knabenreich (Hundefriseur),  Francisco de Vasconcellos (Hundefriseur), Uta Rönneburg (Tierärztin) und Nicolle Müller (Tiertrainerin).

## Ausstrahlung
Die Sendung wird seit November 2001 samstags um 18:00 Uhr ausgestrahlt.
Am 20. Februar 2010 wurde die 400. Folge gesendet, am 12. November 2011 die 500. Folge. Die 750. Folge strahlte VOX am 29. Oktober 2016 aus. Die Sendung wird auf VOXup wiederholt.

## Rezeption
Nach einer Bewertung aus April 2015 hat die Sendung durchschnittlich eine Million Zuschauer und ist somit aus Sicht der Quote eine der erfolgreichsten Tiersendungen in Deutschland. Die Praxisnähe der Geschichten und Ratschläge für den Zuschauer sind Kern des Erfolgs. Bis auf wenige Ausnahmen, wie z. B. einen reißerischen Bericht über unbelegte hohe jährliche Abschusszahlen von Hunden und Katzen durch Jäger, erfahren die Folgen positive Resonanz durch die Zuschauer.
Zum 20-jährigen Jubiläum wurde ab dem 23. Oktober 2021 eine gleichnamige Zeitschrift herausgegeben, die aus den bisher etwa 1000 ausgestrahlten TV-Folgen Highlights enthielt. Herausgegeben wurde sie vom Verlagshaus GeraNova Bruckmann.
Aufgrund positiver Resonanz zu hundkatzemaus entwickelten sich eine Vielzahl ähnlicher Tiermagazine, die ebenfalls bevorzugt am Samstag nach hundkatzemaus ausgestrahlt werden. Eines der bekanntesten Formate ist Der Hundeprofi mit Martin Rütter. Aber auch Formate wie Wildes Wohnzimmer, Harte Hunde, Menschen, Tiere und Doktoren, 3 Engel für Tiere, Tierbabys – Süß und wild!, Tierretter mit Herz, Polizeipferde im Einsatz, Reinschmidts wilde Welt, Mein Hund, Dein Hund, Die Pferdeprofis, Der VIP Hundeprofi, Die Katzenkita, Tierisch beste Freunde, Helden auf vier Pfoten, Extraordinary Dogs, Katzenjammer, Unglaubliche Tierfreundschaften oder Wildes Kinderzimmer wurden gesendet.